# Lewin Blum
Lewin Blum, né le 27 juillet 2001 à Rothrist en Suisse, est un footballeur suisse, qui évolue au poste d'arrière droit au Young Boys de Berne.

## Biographie

### En club
Né à Rothrist en Suisse, Lewin Blum est formé au Young Boys de Berne qu'il rejoint en 2012. Après avoir signé un premier contrat courant jusqu'en juin 2025, Blum est prêté pour une saison au Yverdon-Sport le 15 juin 2021,. Le 3 janvier 2022, Blum fait finalement son retour aux Young Boys,.
Il fait sa première apparition sur la feuille de match avec l'équipe première des Young Boys le 29 janvier 2022, lors d'une rencontre de Super League contre le FC Lugano. Il entre en jeu et son équipe l'emporte par un but à zéro.
Blum remporte son premier titre en étant sacré champion de Suisse lors de la saison 2022-2023 (il s'agit du seizième titre de l'histoire du club dans cette compétition,) et son deuxième titre lors de la saison 2023-2024.
En avril 2023, il est annoncé qu'il a prolongé son contrat dans le club jusqu'à l'été 2027.
Avec les Young Boys, Blum découvre la coupe d'Europe en faisant ses débuts en Ligue des champions le 29 août 2023, lors d'un match qualificatif pour la phase de groupe de l'édition 2023-2024 de la compétition face au Maccabi Haïfa. Il entre en jeu à la place de Saidy Janko et son équipe s'impose par trois buts à zéro.

### En sélection
Lewin Blum est sélectionné avec l'équipe de Suisse des moins de 19 ans entre 2019 et 2020, pour un total de trois matchs joués.
Lewin Blum joue son premier match avec l'équipe de Suisse espoirs le 25 mars 2022 face au pays de Galles. Il est titularisé au poste d'arrière gauche et son équipe s'impose par cinq buts à un.

## Palmarès

### En club
- BSC Young Boys (3)
  - Champion de Suisse
    - 2022-2023 et 2023-2024

  - Coupe de Suisse
    - 2022-2023